# Фердинанд, Энтон
Э́нтон Джу́лиан Фе́рдинанд (англ. Anton Julian Ferdinand; 18 февраля 1985, Лондон, Англия) — английский футболист, защитник.

## Биография
Родился в футбольной семье (его брат, Рио Фердинанд, был капитаном сборной Англии по футболу, а его двоюродный брат, Лес Фердинанд, также играл за сборную). Энтон Фердинанд показал значительный талант с раннего возраста. Как и его брат, Рио Фердинанд, он предпочёл играть в обороне. Его способности в этой позиции привели к подписанию с ним контракта в знаменитой академии «Вест Хэм Юнайтед». Мать — Дженис, смешанного ирландско-английского происхождения, отец — Джулиан Фердинанд, сент-люсиец.

## Личная жизнь
Футболист женат и в семье двое детей 

### Скандал
В октябре 2006 года Фердинанд был арестован по обвинению в нападении в ночном клубе в Илфорде. Ему было предъявлено обвинение в ноябре 2006 года. Он появился в Королевском Суде Snaresbrook 12 ноября 2007 года, где ему было предъявлено обвинение в нападении с причинением телесных повреждений и нарушении общественного спокойствия, возникающие в связи с этим инцидентом. Утверждалось, что Фердинанд ударил Эмиля Уокера. В свою защиту Фердинанд сказал, что он испугался, что тот собирался забрать у него часы стоимостью £64 000 и поэтому он был вынужден защищаться.
20 ноября 2007 года Фердинанд был оправдан, так как суд присяжных признал, что он, возможно, действовал в порядке самообороны.

## Достижения

### Клубные
- Плей-офф Чемпионшипа: 2004/05
- Финалист Кубка Англии: 2006

### Индивидуальные
- Игрок месяца английской Премьер-лиги: январь 2006